# Булгаков, Николай Сергеевич
Николай Сергеевич Булгаков (род. 1928) — советский передовик производства в строительной промышленности. Герой Социалистического Труда (1971).

## Биография
Родился 1 июня 1928 года в селе Пешая Слобода, Нижнеломовского уезда, Пензенской губернии в крестьянской семье.
С 1941 года после окончания начального образования, стал работать колхозником в колхозе, затем в пекарне в городе Нижний Ломов. После окончания горнопромышленной школы работал шахтёром на шахте № 5 в городе Черемхово Иркутской области. С 1952 по 1963 годы работал грузчиком на Нижнеломовском ликёро-водочном заводе.
С 1963 по 1965 годы работал каменщиком в СМУ № 7 в городе Нижний Ломов. С 1965 года — бригадир каменщиков в Нижнеломовской межколхозной строительной организации, в дальнейшем Н. С. Булгаков возглавлял комплексную строительную бригаду в Нижнеломовской передвижной механизированной колонны Пензенского областного межколхозного строительного объединения. В 1968 году «за отличие в труде» Н. С. Булгаков был награждён Орденом Знак Почёта.
8 апреля 1971 года Указом Президиума Верховного Совета СССР «за выдающиеся успехи, достигнутые в развитии сельскохозяйственного производства и выполнении пятилетнего плана» Николай Сергеевич Булгаков был удостоен звания Героя Социалистического Труда с вручением Ордена Ленина и золотой медали «Серп и Молот».
Был делегатом IX съезда профсоюзов. Жил в городе Нижний Ломов, Пензенской области.

## Награды
- Медаль «Серп и Молот» (8.04.1971)
- Орден Ленина (8.04.1971)
- Орден Знак Почёта (1968)
- Медаль «За доблестный труд в Великой Отечественной войне 1941—1945 гг.»